# Rashad McCants
Rashad Dion McCants (né le 25 septembre 1984 à Asheville, Caroline du Nord) est un joueur professionnel américain de basket-ball.

## Carrière
Entre 2002 et 2005, il passe trois saisons aux Tar Heels, l'équipe de l'université de Caroline du Nord. Il remporte, en 2005, le titre NCAA avec ses coéquipiers Raymond Felton, Marvin Williams, Sean May et David Noel.
Il est repêché la même année en 14e position par les Minnesota Timberwolves. Ceux-ci l'utilisent principalement en sortie de banc. Il réalise une belle saison 2007-2008 dans un rôle de sixième homme, réalisant des statistiques de 14,9 points, 2,7 rebonds, 2,2 passes en 27 minutes par match. Moins percutant la saison suivante, il est transféré en février 2009 aux Sacramento Kings.
En février 2012, il signe avec Caciques de Humacao, un club de première division de Porto Rico. McCants joue 6 matches (à 18 points de moyenne) avant d'être licencié. Il signe pour un autre club portoricain dans la foulée : Piratas de Quebradillas, mais il est licencié au bout d'une rencontre. Il rejoint ensuite les Powerade Tigers, un club de première division aux Philippines,.
En juillet 2012, il signe un contrat avec Strasbourg Illkirch-Graffenstaden Basket. Début août, il est invité pour un entraînement devant les Lakers de Los Angeles qui souhaitent trouver des remplaçants pour Kobe Bryant. Le 23 août, McCants ne participe pas à la reprise de la SIG et est envoyé à l'hôpital de Strasbourg pour des « examens médicaux complémentaires »,. Le jour même le contrat de McCants est annulé car le joueur n'a « pas satisfait aux tests médicaux d'usage ». Il part ensuite jouer en Chine, aux Foshan Dralions, mais est remplacé par Doron Perkins après 17 rencontres.